# Opeia atascosa
Opeia atascosa är en insektsart som beskrevs av Morgan Hebard 1937. Opeia atascosa ingår i släktet Opeia och familjen gräshoppor. Inga underarter finns listade i Catalogue of Life.